# حوزه انتخابیه بستان‌آباد
حوزهٔ انتخابیه بستان‌آباد از حوزهٔ انتخاباتی استان آذربایجان شرقی است که به مرکزیت بستان‌آباد می‌باشد.

## نمایندگان

### دوره نهم
غلامرضا نوری قزلجه

### دوره دهم
محمد وحدتی هلان

### دوره یازدهم
غلامرضا نوری قزلجه

### دوره دوازدهم
غلامرضا نوری قزلجه